# Saison 1975-1976 de la LCH
Saison précédente Saison suivante
La saison 1975-1976 est la 13e saison de la Ligue centrale de hockey.

## Saison régulière
Les Spurs de Denver quittent la LCH pour rejoindre l'Association mondiale de hockey, tandis que les Totems de Seattle et les Knights d'Omaha cessent leurs activités. Une nouvelle équipe fait son apparition, les Mavericks de Tucson, permettant au championnat de compter six équipes.

### Classement final
| Clt   | Équipe                     | PJ | V  | D  | N  | BP  | BC  | Diff | Pts |
| ----- | -------------------------- | -- | -- | -- | -- | --- | --- | ---- | --- |
| +001, | Oilers de Tulsa            | 76 | 45 | 21 | 10 | 301 | 228 | 73   | 100 |
| +002, | Black Hawks de Dallas      | 76 | 41 | 24 | 11 | 282 | 211 | 71   | 93  |
| +003, | Golden Eagles de Salt Lake | 76 | 37 | 35 | 4  | 300 | 299 | 1    | 78  |
| +004, | Blazers d'Oklahoma City    | 76 | 32 | 34 | 10 | 256 | 263 | -7   | 74  |
| +005, | Texans de Fort Worth       | 76 | 29 | 31 | 16 | 287 | 271 | -16  | 74  |
| +006, | Mavericks de Tucson        | 76 | 14 | 53 | 9  | 242 | 396 | -154 | 37  |

- En gras : qualifié pour les séries éliminatoires

### Meilleurs pointeurs
| Joueur          | Équipe        | PJ | B  | A  | Pts | Pun |
| --------------- | ------------- | -- | -- | -- | --- | --- |
| Jim Wiley       | Tulsa         | 76 | 33 | 63 | 96  | 21  |
| Tom Cassidy     | Oklahoma City | 76 | 35 | 50 | 85  | 124 |
| Denis Meloche   | Salt Lake     | 75 | 21 | 59 | 80  | 83  |
| Warren Williams | Salt Lake     | 60 | 31 | 46 | 77  | 171 |
| Moe L'Abbé      | Dallas        | 76 | 38 | 38 | 76  | 10  |

### Arbre de qualification
|  | Second tour | Second tour                | Second tour | Second tour           |     |                 | Finale de la Coupe Adams | Finale de la Coupe Adams | Finale de la Coupe Adams | Finale de la Coupe Adams |
|  |             |                            |             |                       |     |                 |                          |                          |                          |                          |
|  |             |                            |             |                       |     |                 |                          |                          |                          |                          |
|  | 1er         | Oilers de Tulsa            | 4           | 4                     |     |                 |                          |                          |                          |                          |
|  | 1er         | Oilers de Tulsa            | 4           | 4                     |     |                 |                          |                          |                          |                          |
|  | 4e          | Blazers d'Oklahoma City    | 0           | 0                     |     |                 |                          |                          |                          |                          |
|  | 4e          | Blazers d'Oklahoma City    | 0           | 0                     | 1er | Oilers de Tulsa | 4                        | 4                        |                          |                          |
|  |             |                            |             |                       | 1er | Oilers de Tulsa | 4                        | 4                        |                          |                          |
|  |             |                            | 2e          | Black Hawks de Dallas | 1   | 1               |                          |                          |                          |                          |
|  | 2e          | Black Hawks de Dallas      | 2e          | Black Hawks de Dallas | 1   | 1               | 4                        | 4                        |                          |                          |
|  | 2e          | Black Hawks de Dallas      |             |                       |     |                 |                          | 4                        |                          |                          |
|  | 3e          | Golden Eagles de Salt Lake | 1           | 1                     |     |                 |                          |                          |                          |                          |
|  | 3e          | Golden Eagles de Salt Lake | 1           | 1                     |     |                 |                          |                          |                          |                          |

### Finale
Les Oilers de Tulsa gagnent leur deuxième Coupe Adams en battant  les Black Hawks de Dallas sur le score de 4 matchs à 1.

### Effectif champion
L'effectif de l'équipe des Oilers de Tulsa sacré champion de la Coupe Adams est le suivant :
- Gardien de but : Ray Martyniuk,  Ernie Miller ;
- Défenseurs : Ted McAneeley, Terry Murray, Glenn Patrick, Tom Price, Scott Seagrist ;
- Attaquants : Fred Ahern, Lyle Bradley, Bob Girard, Del Hall, John Healey, Gary Holt, Bob McAneeley, Brent Meeke, Denis Meloche, Morris Mott, Bob Murdoch, Larry Wright ;
- Entraîneur : Orland Kurtenbach.

Dan Brady, Bruce Bullock ;
Bob Bilodeau, Gregg Boddy, Larry McIntyre, Richard Mulhern, Pat Ribble, Glen Surbey ;
Cam Botting, Rick Bowness, Brad Gassoff, Danny Gloor, Willi Plett, Glen Richardson, Leon Rochefort, Danny Seguin, Andy Spruce, Jim Wiley ;

## Honneurs remis aux joueurs et équipes

### Trophées
| Trophée                 | Joueur            | Équipe                |
| ----------------------- | ----------------- | --------------------- |
| Meilleur gardien de but | Mike Veisor       | Black Hawks de Dallas |
| meilleur défenseur      | Ian McKegney      | Black Hawks de Dallas |
| meilleure recrue        | Brad Gassoff      | Oilers de Tulsa       |
| meilleur pointeur       | Jim Wiley         | Oilers de Tulsa       |
| meilleur joueur         | Ian McKegney      | Black Hawks de Dallas |
| meilleur entraîneur     | Orland Kurtenbach | Oilers de Tulsa       |

### Équipes d'étoiles
| Position       | Première équipe    | Première équipe            | Deuxième équipe | Deuxième équipe            |
| Position       | Joueur             | Équipe                     | Joueur          | Équipe                     |
| -------------- | ------------------ | -------------------------- | --------------- | -------------------------- |
| Gardien de but | Mike Veisor        | Black Hawks de Dallas      | Pierre Hamel    | Blazers d'Oklahoma City    |
| Défenseur      | Ian McKegney       | Black Hawks de Dallas      | Larry McIntyre  | Oilers de Tulsa            |
| Défenseur      | Randy Holt         | Black Hawks de Dallas      | Brent Meeke     | Golden Eagles de Salt Lake |
| Ailier gauche  | Michel Archambault | Black Hawks de Dallas      | Brad Gassoff    | Oilers de Tulsa            |
| Centre         | Jim Wiley          | Oilers de Tulsa            | Bob Bourne      | Texans de Fort Worth       |
| Ailier droit   | Warren Williams    | Golden Eagles de Salt Lake | Frank Spring    | Golden Eagles de Salt Lake |